# Valentin Brifaut
Pour les articles homonymes, voir Brifaut.
Valentin Brifaut, né à Bruxelles le 14 juillet 1875 et décédé à Ixelles le 15 novembre 1963, est un avocat, militant antimaçonnique, essayiste, conférencier et député du Parti catholique belge.

## Biographie
Petit-fils de l'historien Natalis Marie Briavoine, Valentin Brifaut est l'animateur principal de la Ligue antimaçonnique. Un fonds d'archives sur la franc-maçonnerie et l'antimaçonnisme porte son nom à l'Université catholique de Louvain.
De confession catholique et militant, il adhéra aux Jeunes gardes catholiques, puis au bureau de la Fédération des associations et cercles catholiques. Il était par ailleurs un proche du roi Albert Ier de Belgique.
Il est député de Dinant-Philippeville en 1912 et sénateur suppléant en 1933 du Parti catholique.
Durant la Première Guerre mondiale, il fut pilote de chasse au sein de la Force aérienne belge (avec le grade de capitaine), il milita pour le développement de cette force au sein de l'armée belge.
En 1921, il assista au premier Congrès des catholiques polonais.  Il était accompagné du Révérend Père Georges Rutten et du baron Henri de Trannoy, deux amis d'université de Louvain.
Il fut le premier président de la Fédération des scouts catholiques de 1929, jusqu'en 1936. Sa lutte antimaçonnique le poussa à détecter l'influence de la franc-maçonnerie dans le scoutisme, avant de s'engager dans la promotion du scoutisme catholique, dont il sera l'un des cadres, sur les conseils du cardinal Francis Bourne, archevêque de Westminster. Son fils Henry Brifaut, occupera également des rôles importants dans la fédération. Il sera le chef de troupe du Prince Baudouin Ier.
Gendre du sénateur Charles Claes, il est le beau-père du baron Étienne de le Court, chef de cabinet du prince royal.

## Publications
- Les massacres arméniens, Brussel, 1897.
- La Belgique marche à sa ruine, 1906
- L'action de la franc-maçonnerie sur l'évolution du parti libéral en Belgique, in: "La revue générale", 1907.
- Chansonnier des jeunes gardes catholiques, Brussel, 1907.
- Rapport sur la plan maçonnique en matière scolaire, 1910
- LXXV ans d'enseignement catholique, 1832-1907. Le collège Notre-Dame de la Paix à Namur, Namen, 1908.
- Le général Mangin, in: La Revue générale, 1925.
- Le maréchal Lyautey, in: La revue générale, 1934.